# 霍蘭鎮區 (阿肯色州薩林縣)
霍蘭鎮區（英語：Holland Township）是位於美國阿肯色州薩林縣的一個行政鎮區。

## 地方資料
霍蘭鎮區的面積為413.49平方千米，當中陸地面積為408.72平方千米，而水域面積為4.77平方千米。根據2010年美國人口普查的數據，當地共有人口639人，而人口密度為每平方千米1.55人。